# Smeryngolaphria numitor
Smeryngolaphria numitor là một loài ruồi trong họ Asilidae. Smeryngolaphria numitor được Osten-Sacken miêu tả năm 1887.